# Epharmottomena albiluna
Epharmottomena albiluna är en fjärilsart som beskrevs av George Francis Hampson 1899. Epharmottomena albiluna ingår i släktet Epharmottomena och familjen nattflyn. Inga underarter finns listade i Catalogue of Life.